# وصف عناصر البيانات
في الولايات المتحدة يشير مصطلح وصف عناصر البيانات (DID) إلى الوثيقة المتكاملة التي تحدد تسليمات البيانات المطلوبة من المقاولين المتعاقدين للعمل في مشروعات تابعة لـوزارة دفاع الولايات المتحدة. تحدد وثيقة وصف عناصر البيانات المحتويات والصيغة والاستخدام المقرر للبيانات مع الوضع في الاعتبار تحقيق الأهداف المعيارية المحددة من قبل وزارة دفاع الولايات المتحدة. وتُحدد المحتويات والصيغة الخاصة بوثائق وصف عناصر البيانات في MIL-STD-963، وثائق وصف عناصر البيانات (1997).

## المصطلح
يرتبط مصطلح وثيقة وصف عناصر البيانات عادة بـ المعايير العسكرية في الولايات المتحدة، التي يُرمز لها اختصارًا بـ, a “MIL-STD”, “MIL-SPEC”، أو (بشكل غير رسمي) “MilSpec”; أن هذه الوثائق تُستخدم بشكل غير رسمي لتحقيق الأهداف المعيارية المحددة من قبل وزارة دفاع الولايات المتحدة . بدأ استخدام مصطلحات مثل وثيقة وصف عناصر البيانات (DID) و قائمة متطلبات البيانات التعاقدية (CDRL) في أثناء الإعداد لعمليات المشتريات الخاصة بالجيش الأمريكي، وتُطبق حاليًا في عمليات المشتريات الكبرى المنظمة في الأساس وفقًا لعمليات المشتريات العسكرية. ففي كل العروض والتعاقدات الخاصة بالجيش، تأخذ كل وثيقة لوصف بيانات العناصر رقمًا مميزًا لتحديد تسليمات البيانات في صورة معلومات محددة مثل: الغرض من البيانات والوصف وتعليمات الإعداد بما في ذلك جدول محتويات وأوصاف لكل قسم ومراجع خاصة ببيان العمل(SOW) الخاص بالعقد.

## استخدام وثائق وصف عناصر البيانات في العقود الحكومية
عادة ما يضع معدو SOW المتطلبات الخاصة بأجزاء أخرى من العقد. وعلى وجه التحديد، يتم إدراج المتطلبات الفنية الكمية في المواصفات العسكرية بينما تُدرج متطلبات العمل في بيان العمل وينبغي أن تُدرج متطلبات البيانات (مثل التسليم والصيغة والمحتوى) في CDRL إلى جانب وثيقة وصف بيانات العناصر المناسبة لتجنب حدوث نزاعات أو مشكلات.